# Dutch Schaefer
Ed "Dutch" Schaefer (New York, 23 juni 1915 - 12 maart 1978) was een Amerikaans autocoureur. In 1958 schreef hij zich in voor de Indianapolis 500, maar zijn inschrijving werd geweigerd omdat hij fysiek afgekeurd werd voor de race. Deze race was ook onderdeel van het Formule 1-kampioenschap.
Schaefer werd viermaal kampioen in de midget cars. Ooit won hij een USAC midget car-evenement door met een ronde verschil op de nummer twee te winnen. Later werd hij voorzitter van de Super Midget Racing Club, waarvan hij in 1973 de titel won.